# 衛武營站

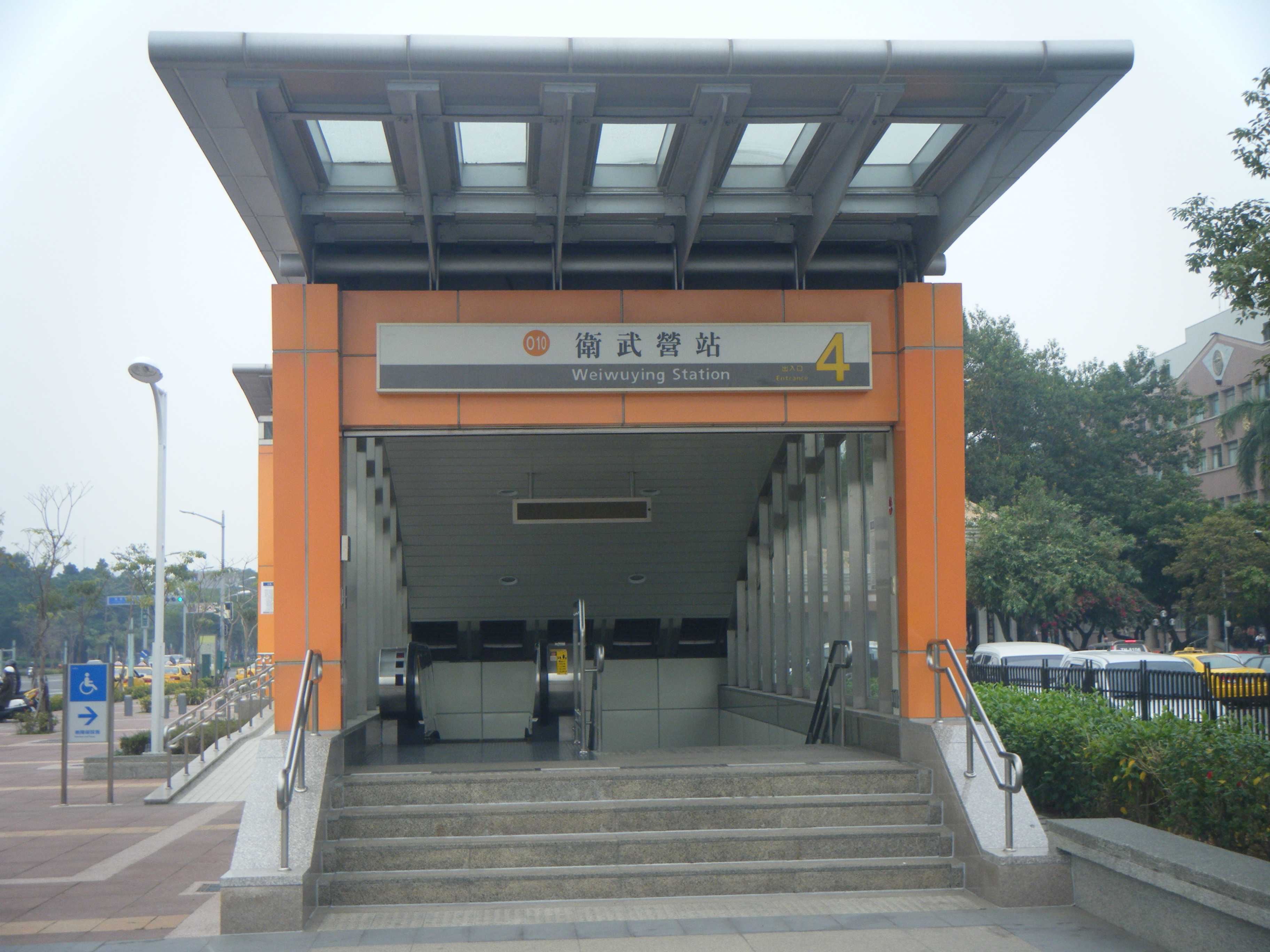
4號出口

衛武營站位於高雄市鳳山區及苓雅區邊界，為高雄捷運橘線及黃線（預定）的捷運車站。車站位於中正一路、建軍路及三多一路交叉口，車站編號為O10/Y18。

## 歷史
- 2008年9月14日：隨著橘線正式通車而啟用。
- 2008年9月21日：舉行通車典禮。
- 2017年11月11日：6號出入口[1]開放而啟用。
- 2017年3月23日：行政院宣布前瞻基礎建設計畫列入高雄捷運黃線之路線規劃，採用地下化的中運量捷運系統，初步路線規劃本站將會設站。[2]

## 車站概要
本站位於苓雅區與鳳山區交界，東側為高雄市公車建軍站；北側為衛武社區及鳳山高中，另有中正高中、國軍高雄總醫院等；南側為衛武營都會公園，更往南則有鳳新高中等文教、住宅區，南側住宅區及鳳新高中，則可搭乘黃2（Y2）路線到達。
原先並無出入口設在三多一路南側，使得部分民眾前往衛武營都會公園或搭乘往鳳山、鳥松等地區的公車較為不便。目前增設的地下連通道（6號出口）已經完工，於2017年11月11日開放而啟用。。

## 車站構造
橘線車站為地下兩層島式月台車站，共設有6個出入口。本站有預留棕線之轉乘空間，惟高雄捷運遠期路網規劃中棕線曾多次調整並改為輕軌，至今多數預留空間仍未使用，部分空間為新設之出入口所用。
其中6號出入口是配合衛武營國家藝術文化中心而增設，由3號出入口間的預留空間延伸，穿越三多一路至衛武營國家藝術文化中心，設有一座無障礙電梯、階梯及二座電扶梯。已於2017年11月11日啟用。
黃線車站為地下四層島式月台車站，未來將會拆除5號出口興建450公尺的聯通道站外轉乘橘線和黃線車站，並增設4個出入口。

### 車站樓層
| 地面      | 出入口                     | 出入口                                      |
| 地下 一樓 | 橘線大廳層                 | 車站大廳、詢問處、自動售票機、驗票閘門      |
| 地下 一樓 | 橘線大廳層                 | 洗手間（橘線站體西側付費區外，近出口2）     |
| 地下 一樓 | 橘線大廳層                 | 站外轉乘黃線聯通道（橘線站體東側，近出口5） |
| 地下 二樓 | 1號月台                    | ← 橘線 往哈瑪星方向（苓雅運動園區站）       |
| 地下 二樓 | 島式月台，左邊車門將會開啟 |                                             |
| 地下 二樓 | 2號月台                    | 橘線 往大寮方向（鳳山西站）→                |
| 地下 三樓 | 黃線大廳層                 | 車站大廳、詢問處、自動售票機、驗票閘門      |
| 地下 三樓 | 黃線大廳層                 | 站外轉乘橘線聯通道（黃線站體西側）          |
| 地下 四樓 | 1號月台                    | ← 黃線 往前鎮高中方向（新甲站）             |
| 地下 四樓 | 島式月台，左邊車門將會開啟 |                                             |
| 地下 四樓 | 2號月台                    | 黃線 往坔埔方向（正義站） →                 |

### 車站出口

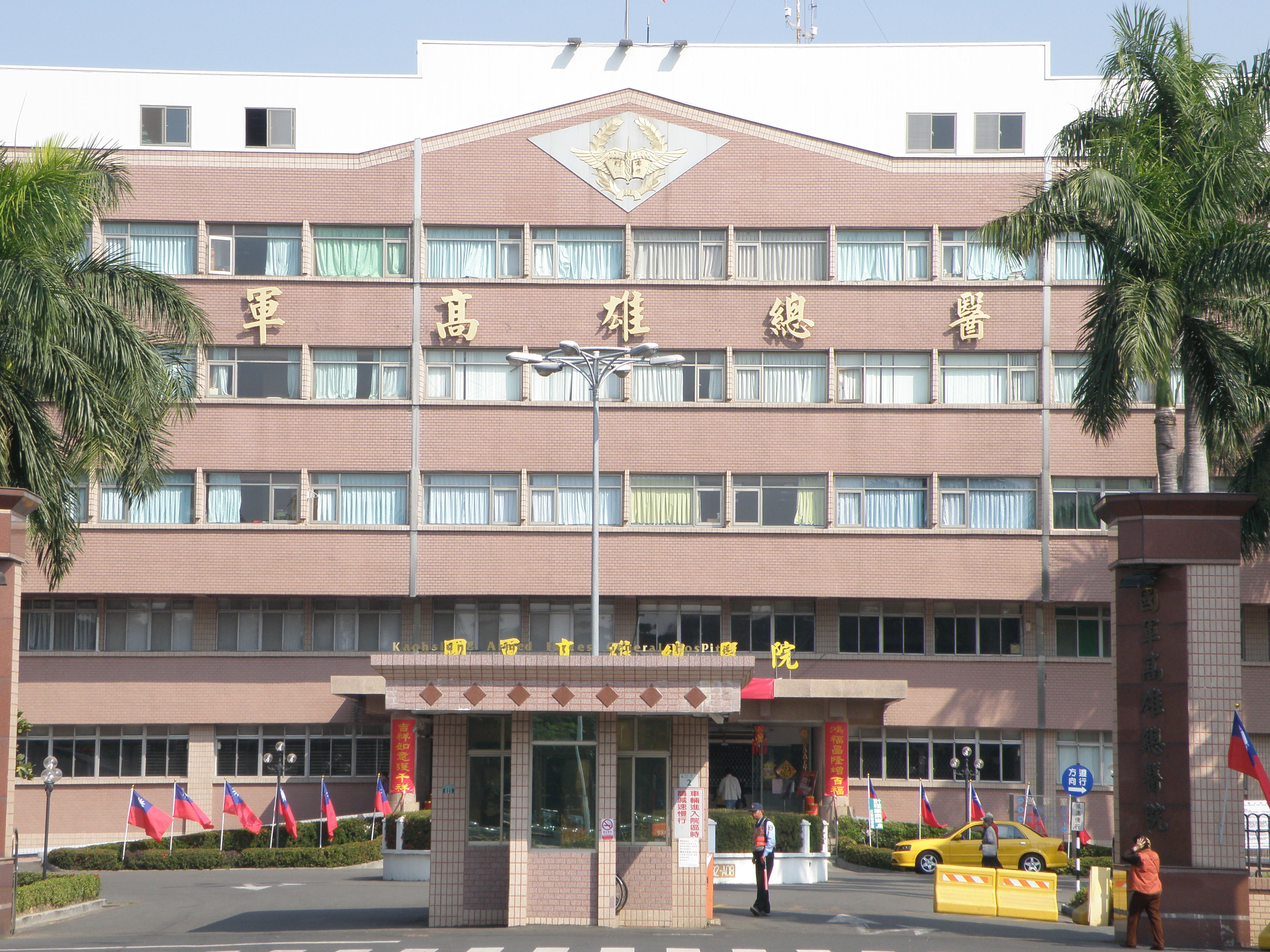
國軍高雄總醫院

出口1、2位車站西端南北側，出口3、4位於車站東端南北側，出口5位於車站最東邊高雄市公車建軍站，無障礙電梯位於出口4、5、6。
| 出入口                          | 圖片 | 出入口資訊                                                      |
| ------------------------------- | ---- | --------------------------------------------------------------- |
| 出入口1 · 設有手扶梯            |      | 國軍高雄總醫院、高雄市立中正高級中學                            |
| 出入口2 · 設有手扶梯            |      | 中正公園                                                        |
| 出入口3 · 設有手扶梯            |      | 中正公園、YouBike微笑單車                                       |
| 出入口4 · 設有電梯 · 設有手扶梯 |      | 高雄市農會、合作金庫、高雄清真寺、YouBike微笑單車               |
| 出入口5 · 設有電梯 · 設有手扶梯 |      | 高雄市政府鳳山行政中心、建軍站、YouBike微笑單車                 |
| 出入口6 · 設有電梯 · 設有手扶梯 |      | 衛武營都會公園、衛武營國家藝術文化中心 （於2017年11月11日啟用） |
| 註： 設有電梯 \| 設有手扶梯     |      |                                                                 |

## 利用狀況
2023年日均進出人次為4,680人，在高雄捷運系統中排名第25名；最高紀錄為2018年12月的6,641人次，最低紀錄為2009年6月的2,391人次。
| 年   | 全年    | 全年    | 全年      | 全年    | 單日平均 | 單日平均 |
| 年   | 上車    | 下車    | 上下車計  | 來源    | 上車     | 上下車   |
| ---- | ------- | ------- | --------- | ------- | -------- | -------- |
| 2008 | 142,025 | 132,529 | 274,554   | [ a ]   | 1,392    | 2,692    |
| 2009 | 495,087 | 463,604 | 958,691   | [ * 2 ] | 1,356    | 2,627    |
| 2010 | 522,690 | 483,349 | 1,006,039 | [ * 3 ] | 1,432    | 2,756    |
| 2011 | 579,155 | 536,151 | 1,115,306 | [ * 4 ] | 1,587    | 3,056    |
| 2012 | 668,475 | 623,188 | 1,291,663 | [ * 4 ] | 1,826    | 3,529    |
| 2013 | 715,387 | 657,937 | 1,373,324 | [ * 4 ] | 1,960    | 3,763    |
| 2014 | 716,413 | 658,283 | 1,374,696 | [ * 4 ] | 1,963    | 3,766    |
| 2015 | 686,221 | 630,113 | 1,316,334 | [ * 4 ] | 1,880    | 3,606    |
| 2016 | 677,965 | 625,736 | 1,303,701 | [ * 4 ] | 1,852    | 3,562    |
| 2017 | 718,857 | 668,924 | 1,387,781 | [ * 4 ] | 1,969    | 3,802    |
| 2018 | 865,482 | 808,721 | 1,674,203 | [ * 4 ] | 2,371    | 4,587    |
| 2019 | 988,132 | 925,417 | 1,913,549 | [ * 4 ] | 2,707    | 5,243    |

- 統計來源

註釋
1. ↑  9月21日起開始收費，運量從此日開始計102天[* 1] ）

來源資料
1. ↑  高雄捷運公司.  (PDF). 高雄市政府交通局: 頁10. 2009-01-10  [2019-05-05]. （原始内容存档 (PDF)于2019-10-27）.
2. ↑   (PDF). 高雄市政府捷運工程局: 13. 2009-01-10  [2019-10-27]. （原始内容存档 (PDF)于2019-10-27）.
3. ↑   (PDF). 高雄市政府捷運工程局: 13.   [2019-10-27]. （原始内容存档 (PDF)于2019-10-27）.
4. ↑  . 高雄市政府交通局. 2020-02-17  [2020-02-17]. （原始内容存档于2021-01-06）. 高雄市統計資訊服務網

## 外部連結
- 衛武營站（高雄捷運公司） （页面存档备份，存于）